# Аспасија Манос
Аспасија Манос (грч. Ασπασία Μάνου; 4. септембар 1896 — 7. август 1972) или Принцеза Аспасија од Грчке и Данске, је била грчка аристократкиња и краљица по удаји за Александра Грчког. Због контроверзи око њеног брака, називана је госпођом Ману уместо „краљицом Аспасијом“, све док није призната као принцеза Аспасија од Грчке и Данске након Александрове смрти и поновне владавице краља Константина I, 10. септембра 1922. године.
Након развода њених родитеља, послата је на студије у Француску и Швајцарску. Вратила се у Грчку 1915. године и упознала принца Александра са којим се тајно верила због очекиваног одбијања краљевске породице да призна везу Александра са женом која није припадала некој од европских владајућих династија.
У међувремену, унутрашњу ситуацију у Грчкој закомпликовао је Први светски рат. Краљ Константин I је абдицирао 1917. и Александар је изабран за суверена. Одвојен од породице и потчињен премијеру Елефтериосу Венизелосу, нови владар је нашао утеху у Аспасији. Упркос противљењу његових родитеља (прогнаних у Швајцарску) и венизелиста (који су желели да се краљ ожени британском принцезом), краљ Александар тајно се оженио Аспасијом 17. новембра 1919. Јавно откривање венчања убрзо је изазвало велики скандал и Аспасија је привремено напустила Грчку. Међутим, поново се ујединила са својим мужем након неколико месеци раздвојености и тада јој је дозвољено да се врати у Грчку без добијања титуле краљице Грчке. Затруднела је, али је Александар умро 25. октобра 1920, мање од годину дана након њиховог брака.
Истовремено, ситуација у Грчкој се поново погоршавала: земља је била усред крвавог сукоба са Отоманским царством, Константин I је враћен на престо 1920. године да би поново био свргнут септембра 1922. у корист Ђорђа II. Првобитно искључена из краљевске породице, Аспасија је постепено интегрисана након рођења своје ћерке Александре 25. марта 1921. и касније јој је призната титула принцезе Александра од Грчке и Данске након декрета који је издао њен свекар. Ипак, њена ситуација је остала несигурна због несклоности Елизабет из Румуније и политичке нестабилности земље. Као једини чланови краљевске породице којима је дозвољено да остану у Грчкој након проглашења Републике 25. марта 1924. године, Аспасија и њена ћерка су одлучиле да се настани у Фиренци, код краљице Софије. Ту су остале до 1927. године, а затим су биле на релацији Уједињеног Краљевства и Венеције.
Обнова грчке монархије 1935. није променила њен живот. Заштићена грчком краљевском породицом, венецијанску вилу Рајски врт учинила је својом главном резиденцијом, све до избијања грчко-италијанског рата 1940. Након кратког повратка у своју земљу, где је радила за Црвени крст, принцеза је провела Други светски рат у Енглеској. Њена ћерка се 1944. године удала за прогнаног југословенског краља Петра II, а Аспасија је постала бака рођењем Александра, престолонаследника Југославије 1945. Када је успостављен мир, Аспасија се вратила да живи у Венецији. Њене последње дане обележиле су економске потешкоће, болест и посебно брига за ћерку, која је неколико пута покушала да се убије. Аспасија је умрла 1972. године, али су њени остаци тек 1993. пренети у краљевску некрополу Татои.

## Биографија
Аспасија је рођена у Атини, 4. септембра 1896. као најстарија ћерка пуковника Петроса Маноса и његове прве жене Марије Аргиропулос. Названа по својој баки по мајци, Аспасији Анаргиру Петракис, ћерки Анаргироса Петракиса (1793-1876), првог модерног градоначелника Атине, имала је једну млађу сестру, Роксану, каснију жену спортисте и индустријалца Христоса Залокостаса. Из другог брака свог оца са Софијом Томбазис имала је полусестру Ралу (1915–1988), кореографкињу, модерну играчицу и учитељицу плеса, која је била удата за истакнутог грчког архитекту Павлоса Милонаса. Након развода родитеља, Аспасија је напустила Атину да би завршила студије у Француској и Швајцарској. Вративши се у Грчку 1915. године, дошла је да живи са својом мајком. Убрзо након тога, упознала је свог пријатеља из детињства, принца Александра од Грчке, на забави коју је приредио господар дворске штале Теодорос Ипсилантис. Многи њени савременици су је описали као веома лепу жену па је Аспасија одмах привукла пажњу принца.
У почетку, Аспасија је била веома невољна да прихвати принчево удварање. Познат по својим бројним удварањима, Александар јој се чинио неповерљивим, такође и због тога што су њихове друштвене разлике спречавале сваку озбиљну везу. Међутим, упорност грчког принца, који је у лето 1915. отпутовао у Спецес у лето 1915. године само да њу види, се исплатила. Заљубљени једно у друго, верили су се, али је њихов брачни пројекат остао тајна. Александрови родитељи, посебно краљица Софија, била је веома везана за друштвене конвенције, због чега је било незамисливо да њена деца могу да се венчају за особе које не припадају европској краљевској породици.
Током Првог светског рата, краљ Константин I (који је ступио на престо 1913. након убиства свог оца, краља Ђорђа I) држао је Грчку у политици неутралности према Немачком царству и другим силама Тројног пакта. Грчког суверена, савезници су оптужили да је пронемачки настројен јер је део своје војне обуке провео у Пруској. Ова ситуација је довела до раскида између суверена и његовог премијера Елефтериоса Венизелоса, који је био убеђен у потребу подршке земљама Тројне Антанте да се грчке мањине Отоманског царства и Балкана повежу са Хеленским краљевством. На крају, краљ Константин је свргнут 1917. и замењен је његовим другим сином, принцом Александром, којег је Антанта сматрала "савитљивијим" од свог старијег брата престолонаследника Ђорђа.
На дан ступања на престо, 10. јуна 1917. године, Александар I је открио оцу своју везу са Аспасијом и затражио од њега дозволу да се ожени њоме. Веома невољан да одобри оно што је сматрао морганатским браком, Константин је замолио свог сина да сачека крај рата да би се оженио. Заузврат, свргнути краљ је обећао да ће бити сведок свог сина на дан његовог венчања. У овим околностима, Александар је пристао да одложи свој пројектовани брак до поновног успостављања мира. Два дана касније, Константин и његови рођаци стигли су у малу луку Оропос и отишли у изгнанство; то је био последњи пут да је Александар био у контакту са својом породицом.
Када је његова породица отишла у изгнанство, Александар I се нашао потпуно изолован од стране Елефтериоса Венизелоса и његових присталица. Цело особље краљевске породице постепено су заменили непријатељи Константина I, а његов син је био приморан да отпусти своје пријатеље док нису били ухапшени. Чак су и портрети династије уклоњени из палата, а понекад су га нови министри називали, у његовом присуству, „сином издајника“.
Затвореник у свом краљевству, млади монарх је веома лоше поднео одвајање од своје породице. Редовно је писао писма родитељима, али их је влада пресрела и његова породица их није примила. У овим условима, једина утеха Александра била је Аспасија и он је одлучио да се ожени њоме упркос препоруци свог оца и противљењу председника владе. Заиста, Елефтериос Венизелос, иако је претходно био пријатељ Петроса Маноса (Аспасијиног оца), плашио се да је користила своје породичне везе да посредује између Александра и његових родитеља. Изнад свега, премијер би више волео да се монарх ожени принцезом Мери од Хервуда, како би ојачао везе између Грчке и Антанте.
Међутим, однос Александра и Аспасије није имао толико много непријатеља као што је то био случај у самој краљевској породици. Грчка краљевска династија је заиста била немачког порекла и да би им пронашли византијске претке морали су да се "врате" у средњи век. У овим околностима, унија монарха и његове веренице би ефективно хеленизовала династију, што не би требало да буде негативно за краљевску породицу. Британској амбасади, претпоставка овог брака је била позитивно виђена. Утицај Аспасије на владара је био позитиван јер му је она дала снагу да остане на престолу. Званична посета принца Артура, војводе од Кона и Стратерна, Атини у марту 1918. такође је потврдила подршку Уједињеног Краљевства овом браку. Син краљице Викторије је у ствари затражио да упозна Аспасију, а затим је рекао Александру да би и он, да је био млађи, покушао да је ожени.
Уз потпуно противљење и владе и краљевске породице, Александар и Аспасија су одлучили да се тајно венчају. Уз помоћ Аспасијиног зета Христоса Залокостаса, после три покушаја, пар је успео да венча архимандрит Захариста увече 17. новембра 1919. године. После обреда, архимандрит се заклео да ће о томе ћутати, али је брзо прекршио обећање и целу ствар исповедио митрополиту атинском Мелетију III. Према грчком уставу, чланови краљевске породице нису само обавезни да добију дозволу суверена за венчање, већ и поглавара Грчке цркве. Оженивши се са Аспасијом без пристанка митрополита, Александар није поштовао закон, што је изазвало огроман скандал у земљи. Иако је брак младог пара ретроактивно признат као легалан (али нединастичан) након Александрове смрти, Аспасија никада није имала право да буде позната као „Краљица Грчке“; уместо тога је названа „Мадам Манос“.
Упркос свом бесу због овог брака, Елефтериос Венизелос је у почетку дозволио да се Аспасија и њена мајка преселе у Краљевски двор, уз услов да се брак не објављује. Међутим, тајна је убрзо откривена и Аспасија је била принуђена да напусти Грчку како би побегла од скандала. Прогнана, настанила се прво у Риму, а потом у Паризу. Александру I је дозвољено да јој се придружи у француској престоници шест месеци касније. Званично, монарх је био у државној посети савезничким шефовима држава окупљених на Мировној конференцији. У стварности, боравак је био нешто попут меденог месеца за њих двоје. Аспасија и њен муж су добили дозволу од владе да се поново окупе у Грчкој током лета 1920. У главном граду Грчке, „Мадам Манос“ је прво била у кући своје сестре пре него што се преселила у палату Татои. У том периоду је затруднела, догађај који је изазвао велику радост краљевског пара.
Дана 2. октобра 1920. године, краљ Александар је доживео несрећу када се прошетао у области Татои. Макаки који је припадао управнику винограда палате напао је Фрица, немачког овчара и он је покушао да раздвоји две животиње. Док је то урадио, други мајмун је напао Александра и дубоко га угризао за ногу и торзо. На крају су стигле слуге и отерале мајмуне (који су касније убијени), а краљеве ране су одмах очишћене и превијене, али не и каутеризоване. Инцидент није сматрао озбиљним и замолио је да се не објављује. Од те ноћи, Александар I је имао грозницу од високе температуре: његова рана се инфицирала и убрзо је прерасла у септикемију. Са брзом еволуцијом његове болести, лекари су планирали да му ампутирају ногу, али нико није желео да преузме одговорност за такав чин. Оперисан је седам пута, неговала га је само Аспасија током четири недеље његове болести. Под дејством тровања крви, млади краљ је страшно патио, а његови крици бола чули су се у целом Краљевском двору. Дана 19. октобра је пао у делиријум и дозвао је мајку. Међутим, грчка влада је одбила да дозволи краљици Софији да поново уђе у земљу јер је била прогнана са остатком краљевске породице. Сама краљица Софија је молила хеленске власти да јој дозволе да се брине о свом сину, али Венизелос је остао непоколебљив. Коначно, бившој краљици Олги, удовици Ђорђа I, било је дозвољено да сама отпутује у Атину да буде са својим унуком. Међутим, стигла је дванаест сати након краљеве смрти, 25. октобра 1920. године. Обавештени телеграмом те ноћи, остали чланови краљевске породице су са тугом сазнали за смрт краља Александра I. Два дана након смрти монарха, сахрана је одржана у атинској митрополитској катедрали. Још једном је краљевској породици одбијена дозвола да уђе у Грчку; услед тога, осим Аспасије, на сахрани је била присутна само удовица краљица Олга. Тело Александра сахрањено је у краљевском гробљу у палати Татои.
У четвртом месецу трудноће у време мужевљеве смрти, Аспасија се повукла у палату у Атини. У Грчкој је неочекивана смрт Александра имала много озбиљније последице: поставила је питање сукцесије, па чак и опстанка монархије. Пошто се Краљ венчао без дозволе свог оца или поглавара Православне Цркве, то је било технички незаконито, брак неважећи а дете пара ванбрачно по закону. Одржавање монархије је стога укључивало проналажење другог суверена и пошто су се венизелисти и даље противили Константину I и принцу Ђорђу II, влада је одлучила да круну понуди другом члану краљевске породице, младом принцу Павлу. Међутим, он је одбио да постане грчки краљ. Како се Аспасијина трудноћа ближила крају, неки су планирали да ставе њено дете на трон, а гласине су чак уверавале да је она присталица овог решења. Победа монархиста на изборима 1. новембра 1920. променила је све. Димитриос Ралис је заменио Елефтериоса Венизелоса на месту премијера, а Константин I је убрзо враћен на престо.
Повратак Константина на престо у почетку није донела никакву промену у Аспасијиној ситуацији. Сматрана интригантном од стране дела краљевске породице, посебно од стране њене снаје принцезе Елизабете од Румуније која ју је мрзела, била је под сумњом да жели да своје нерођено дете постави на трон. Краљевска породица страховала је од рођења мушког детета, што би могло додатно да закомпликује политичку ситуацију у тренутку када је Грчка већ била у рату против Отоманског царства. Међутим, нису сви чланови краљевске породице делили ово неповерење: принцеза Алиса од Батенберга, тетка покојног Александра I, одлучила је да Божић 1920. проведе у друштву Аспасије. Са своје стране, краљица Софија, која се претходно оштро противила вези свог сина са Аспасијом, пришла је снаји и чекала рођење свог првог унучета.
Рођење Александре 25. марта 1921. донело је велико олакшање краљевској породици: према одредбама Салијског закона (који је преовладавао у Грчкој), новорођенче није могло да полаже право на круну и мало је вероватно да ће бити искоришћена за подривање династије. Краљ Константин I и бивша краљица Олга су стога лако прихватили да постану кумови детета. Ипак, ни дете ни њена мајка нису добиле више званичног признања; тек у јулу 1922. године, а по налогу краљице Софије, донет је закон који је дозвољавао краљу да ретроактивно признаје бракове чланова краљевске породице без обзира на нединастичкој основи овог брака. Овим правним актом, Александра је добила титулу Краљевског Височанства и титулу принцезе Грчке и Данске. Аспасијин статус, међутим, није промењен законом и она је остала обичан обичан човек у очима протокола. Понижена оваквом разликом у третману, Аспасија је пришла грчком принцу Кристоферу (који се такође оженио обичном грађанком) и молила га да се заузме у њено име. Потакнут аргументима своје нећакиње, принц је разговарао са краљицом Софијом, која је на крају променила своје мишљење. Под притиском своје супруге, краљ Константин I је издао декрет, објављен 10. септембра 1922, којим је Аспасија добила титулу „Принцеза Грчке и Данске“ и титулу Краљевског Височанства.
Упркос овим позитивним помацима, ситуација Аспасије и њене ћерке се није побољшала. Грчка је доживела озбиљан војни пораз против Турске и државни удар је убрзо приморао Константина да абдицира у корист принца Ђорђа II, 27. септембра 1922. године. Ствари су ишле од лошег ка горе по земљу, а неуспели монархистички државни удар приморао је новог краља Ђорђа и његову породицу у изгнанство у децембру 1923. Четири месеца касније, 25. марта 1924, проглашена је Друга грчка република и обоје Аспасија и Александра су тада биле једини чланови династије којима је дозвољено да остану у Грчкој. Без новца, Аспасија, са ћерком, изабрала је да прати своју грчку породицу у изгнанство почетком 1924. Уточиште су нашли код краљице Софије, која се преселила у вилу Боболину у Фјезолеу близу Фиренце убрзо након смрти свог мужа у децембру 1923. године. Тадашња удовица краљица, која је обожавала Александру, била је одушевљена њиховим доласком, иако је и њена финансијска ситуација била несигурна. Године 1927. Аспасија и њена ћерка су се преселиле у Аскот, Беркшир, у Уједињеном Краљевству. Дочекали су их сер Џејмс Хорлик и његова породица, која их је сместила у седишту њихових предака Каули Манор. Уз своју личну уштеђевину и финансијску подршку Хорлика, Аспасија је купила мало имање на острву Ђудека у Венецији које је носило назив Рајски врт.
Удовица је била много година али је већ 1933. године, Аспасија имала романтичну везу са сицилијанским принцом Старабом ди Ђардинелијем, који ју је замолио да се уда за њега. Размишљала је да прихвати предлог, када се он изненада разболео и умро од трбушног тифуса.
Године 1935. Друга грчка република је укинута и Ђорђе II је враћен на престо након референдума који је организовао генерал Георгиос Кондилис. Док је неколико чланова краљевске породице одлучило да се врати у Грчку, Аспасија је одлучила да остане у Италији, али је у име своје ћерке затражила свој прави део наследства Александра I. За разлику од принцезе Александре, Аспасија касније није позвана на церемоније којима је обележен повратак посмртних остатака краља Константина I, краљице Софије и удовице краљице Олге у Краљевину или на венчање принца Павла са принцезом Фредериком од Хановера (1938). Што је још горе, Аспасија није имала плац на краљевском гробљу Татои, јер је гроб њеног мужа био постављен поред гроба његових родитеља како би га држао даље од своје жене чак и у смрти.
Избијање грчко-италијанског рата 28. октобра 1940. приморало је Аспасију и Александру да изненада напусте фашистичку Италију. Настаниле су се са остатком краљевске породице у Атини. Жеља да служи својој земљи у овом тешком тренутку, Аспасија је помагала Црвеном крсту. Међутим, након неколико месеци победоносних битака против италијанских снага, Грчку је напала војска нацистичке Немачке и већина чланова краљевске породице напустила је земљу 22. априла 1941. Након кратког боравка на Криту, где су преживели након немачког бомбардовања, Аспасија и њена породица су отишли у Египат и Јужну Африку.
Док је неколико чланова краљевске породице било принуђено да проведе Други светски рат у Јужној Африци, Аспасија је добила дозволу краља Ђорђа од Грчке и британске владе да се пресели у Уједињено Краљевство са својом ћерком. Стигле су у Ливерпул у јесен 1941. године, настаниле су се у Мејферу у Лондону. У енглеској престоници, грчке принцезе су наставиле са радом са Црвеним крстом. Боље прихваћене него у својој земљи, редовно их је примала њихова рођака Марина, војвоткиња од Кента (рођена принцеза Грчке и Данске) и упознала је будућег војводу од Единбурга на кога се неко време гледало као на прикладног мужа за Александру. Међутим, Александру је привукла још једна краљевска фигура. Године 1942. грчка принцеза упознала је југословенског краља Петра II на официрској свечаности у Гросвенор Хаусу. Овај 19-годишњи суверен је живео у егзилу у Лондону због инвазије на његову земљу од стране сила Осовине у априлу 1941. Брзо су се заљубили једно у друго и на крају су се венчали 20. марта 1944, упркос противљењу краљице Мајка Марија од Југославије (рођена принцеза Марија од Румуније). Церемонија је била веома скромна, због финансијских потешкоћа везаних за рат, али је Аспасија, која је одувек желела да види своју ћерку да се добро удаје, била одушевљена.
Убрзо по завршетку рата, 17. јула 1945. године, краљица Александра родила је своје једино дете, Престолонаследника Александра од Југославије, у Лондону. Међутим, долазак престолонаследника убрзо је праћен сменом династије Карађорђевић и проглашењем Социјалистичке Федеративне Републике Југославије од стране маршала Тита 29. новембра 1945. године. То је био почетак дугог периода тешкоћа, обележеног финансијском нестабилношћу, тежњом за испразним политичким пројектима и погоршањем односа између Александре и Петра II.
Након завршетка Другог светског рата, Аспасија је одлучила да се не враћа у Грчку и вратила се у Венецију, да би поново живела на острву Ђудека. Вративши се у Рајски врт, пронашла је своју кућу делимично уништену сукобом и почела да је обнавља. Још увек без довољно финансијских средстава и забринута за ситуацију своје ћерке (која јој је у једном тренутку доделила старатељство над унуком престолонаследником Александром), Аспасија је водила миран живот, испрекидан неколико јавних појављивања током културних догађаја. Током година, њена финансијска ситуација се још више погоршавала, а током зиме 1959–1960, принцеза више није могла да плаћа рачуне за грејање. Привремено је напустила Рајски врт и одсела у хотелима Европа и Британија у Венецији. Убрзо након тога, била је принуђена да прода нешто намештаја и друге драгоцености да би отплатила своје дугове. Деморалисан избеглиштвом и финансијским тешкоћама, бивши југословенски краљ Петар II постепено је почео да пије и отклањао је досаду развијајући љубавне везе са другим женама. Изнуђена понашањем свог супруга, у којег је још увек била заљубљена, Александра је развијала понашања која су све опаснија по њено здравље. Вероватно склона анорексији, бивша краљица је 1950. године покушала први самоубиство, док је остала са мајком. Након неколико година лутања између Италије, Сједињених Држава и Француске, Александра се коначно преселила за стално у Рајски врт након смрти Петра II 1970. године.
Озбиљно болесна, Аспасија није могла да присуствује венчању свог унука са принцезом Маријом Глоријом од Орлеанса и Браганце 1. јула 1972. Месец дана касније, 7. августа 1972, принцеза Аспасија је умрла у Венецији. У то време, Грчком је владао режим пуковника, па је Александра одлучила да сахрани своју мајку на православном делу гробља острва Сан Микеле у близини Венеције. Тек после Александрине смрти, у јануару 1993. године, посмртни остаци Аспасије и њене ћерке пренети су на Краљевско гробље у парку Татои код Декелеје, на захтев Аспасијиног унука Престолонаследника Александра Карађорђевића.